# Naturschutzgebiet Steinbruch Schlupkothen
Das Naturschutzgebiet Steinbruch Schlupkothen befindet sich auf dem Gebiet der Stadt Wülfrath im Kreis Mettmann. Es liegt nördlich des Ortsteils Schlupkothen im Bereich des ehemaligen Steinbruchs Schlupkothen in dem von 1898 bis 1960 mehr als 45 Mio. Tonnen Kalkstein abgebaut wurden. Die Autobahn A 535 (Wuppertal-Sonnborn – Velbert) und der Fluss Düssel tangieren das Naturschutzgebiet im Osten.

## Beschreibung
Das Naturschutzgebiet ist ein

„ein seit längerer Zeit aufgegebener und sich selbst überlassener Steinbruch mit wassergefüllter Sohle. Das Abgrabungsgewässer deckt ca. 40 % des Schutzgebietes und wird durch eine steilwandige Halbinsel zweigeteilt. Die Wände des Steinbruches fallen – von Bermen unterbrochen – zu allen Seiten steil und oft senkrecht zur Sohle ab (bis ca. 40 m tief), so dass das Gewässer kaum zugänglich ist. Die Steilwände des Steinbruches sind vorwiegend vegetationsfrei. Gebüsche und Wald finden sich oberhalb der Steilwände und auf den Bermen. Die Gehölze bestehen aus lockerem Birkenwald oder gemischten Waldgesellschaften mit Erle, Esche und Ahorn. Kraut- und Strauchschicht sind meist gut entwickelt (Hartriegel, Vogelbeere, Wurmfarn, Gundermann u.a.). Kleinere Flächen am oberen Rand des Steinbruches im Süden sind offengeblieben und mit Kalk-Halbtrockenrasen (Wirbeldost, Eberwurz u. a.) bewachsen. Sie unterliegen der Verbuschung und sollten durch Maßnahmen weiter offengehalten werden. Das ausgedehnte Gewässer am Grund scheint kaum belastet, zeigt aber auch beinahe keine eigene Vegetation. Es ist jedoch neben Amphibien für einige Wasservögel ein wichtiger Rückzugsbiotop. Eine gewisse Störung findet allenfalls am Rande des gut eingezäunten Steinbruches statt“. „Der Steinbruch Schlupkothen hat eine besondere Bedeutung als Amphibien- und Reptilienbiotop und ist aufgrund seiner landschaftlichen Schönheit und Besonderheit erhaltenswert. Zur Sicherung der Reptilienvorkommen und für den Erhalt der Kalk-Halbtrockenrasen sollten entsprechende Teilflächen offengehalten werden.“

Das Naturschutzgebiet ist Lebensraum für eine erstaunlich große Zahl von seltenen und bedrohten Arten. Bei den Pflanzenarten seien hervorgehoben: Rasen-Steinbrech (Rote Liste Stufe 1 (RL 1)), Kleines Wintergrün (RL 3), Gelbes Sonnenröschen (RL 3), Echtes und Zierliches Tausendgüldenkraut (Vorwarnung bzw. RL 2). Bei den Tierarten sind u. a. zu nennen: Kammmolch (RL 1), Geburtshelferkröte (RL 3), Feuersalamander (aktuell gefährdet d. Hautpilz), Kreuzkröte (RL 2), Ringelnatter (RL 3), Schlingnatter (RL 3), Teichfrosch (RL 1), Zauneidechse (RL 1) und als Brutvögel: Haubentaucher und Sperber.

## Wanderwege
Rund um das Naturschutzgebiet läuft ein Wanderweg – eine „Entdeckerschleife“ des Neanderlandsteiges – mit einer Aussichtsplattform oberhalb der Abbruchkante des Steinbruchs.

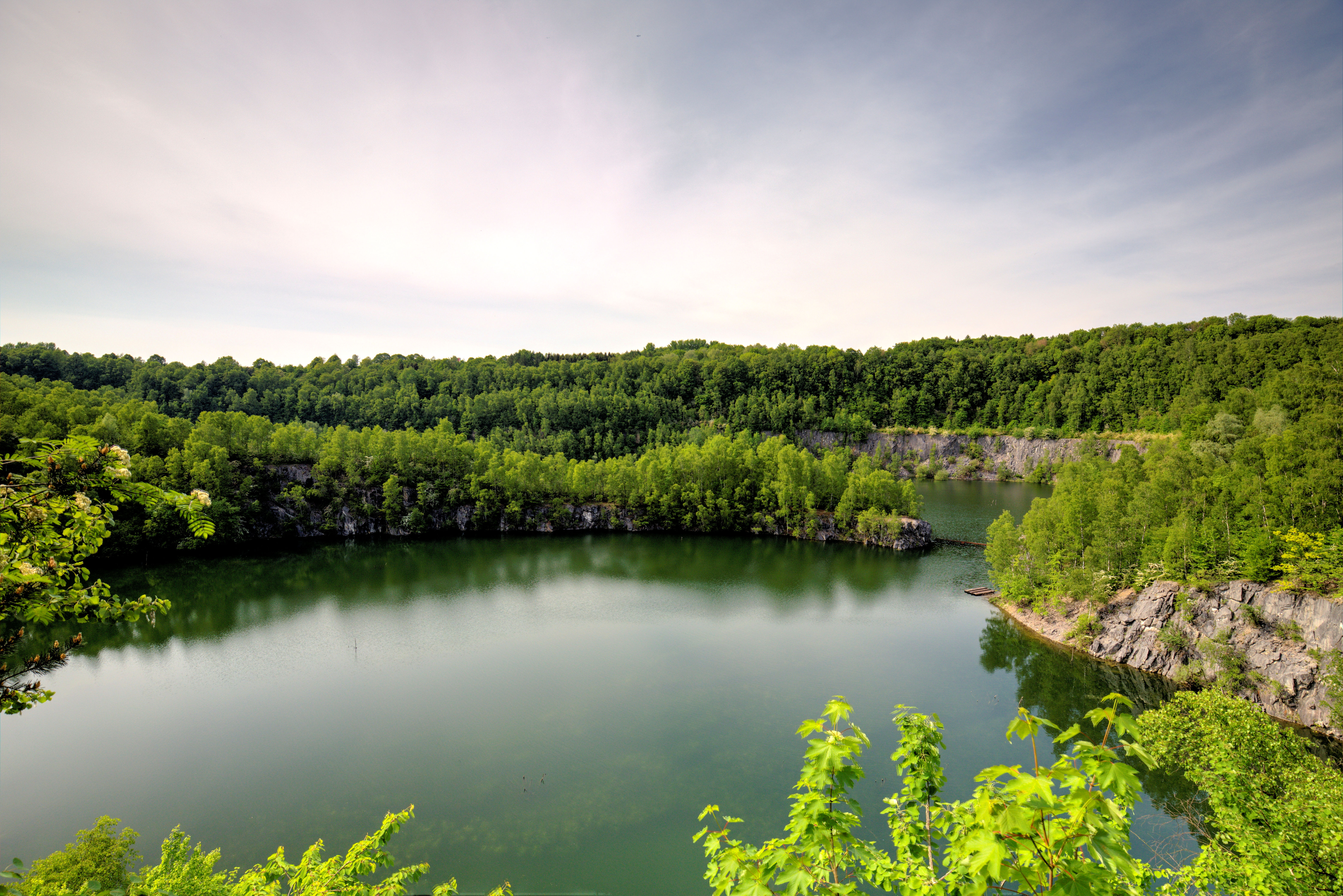
Blick von der Aussichtsplattform
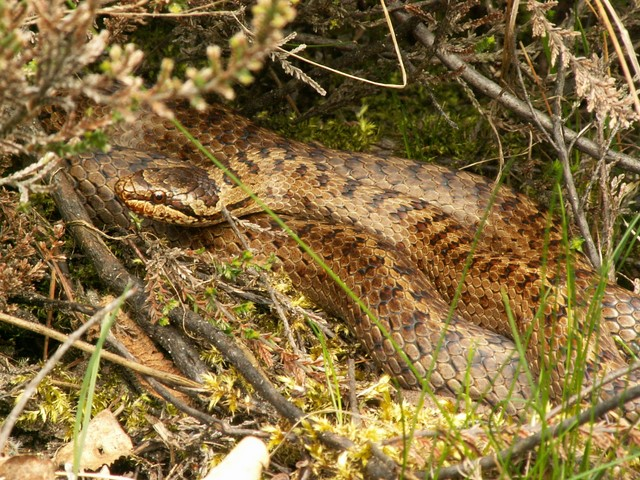
Schlingnatter (Coronella austriaca)
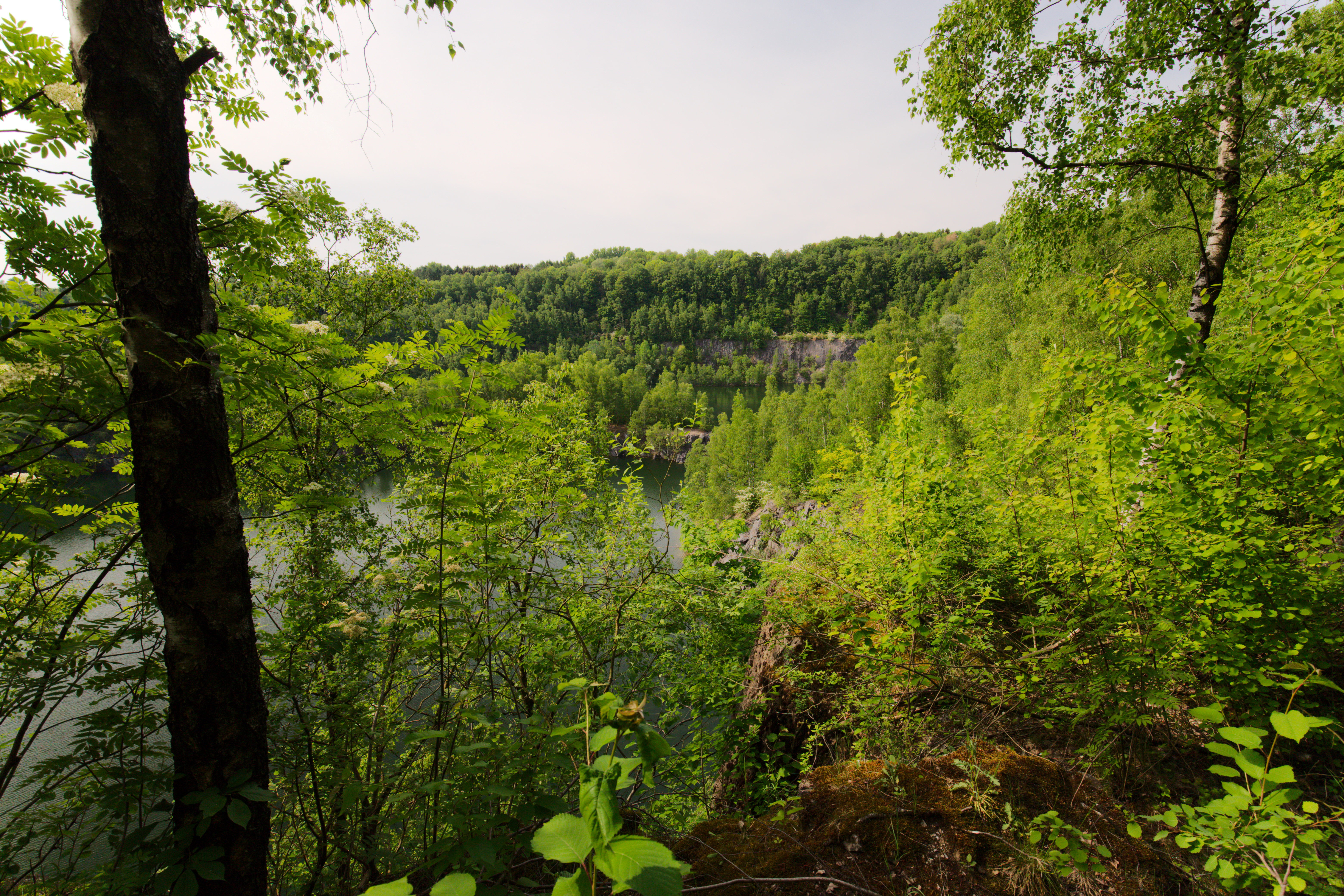
Bewaldete Steilhänge im NSG
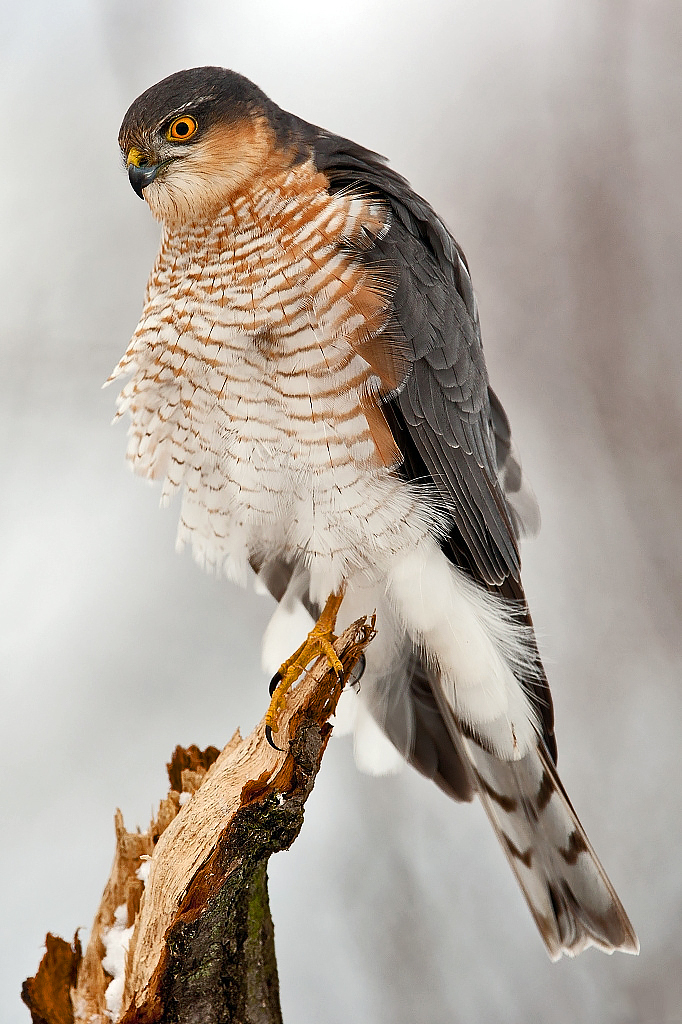
Sperber (Accipiter nisus)
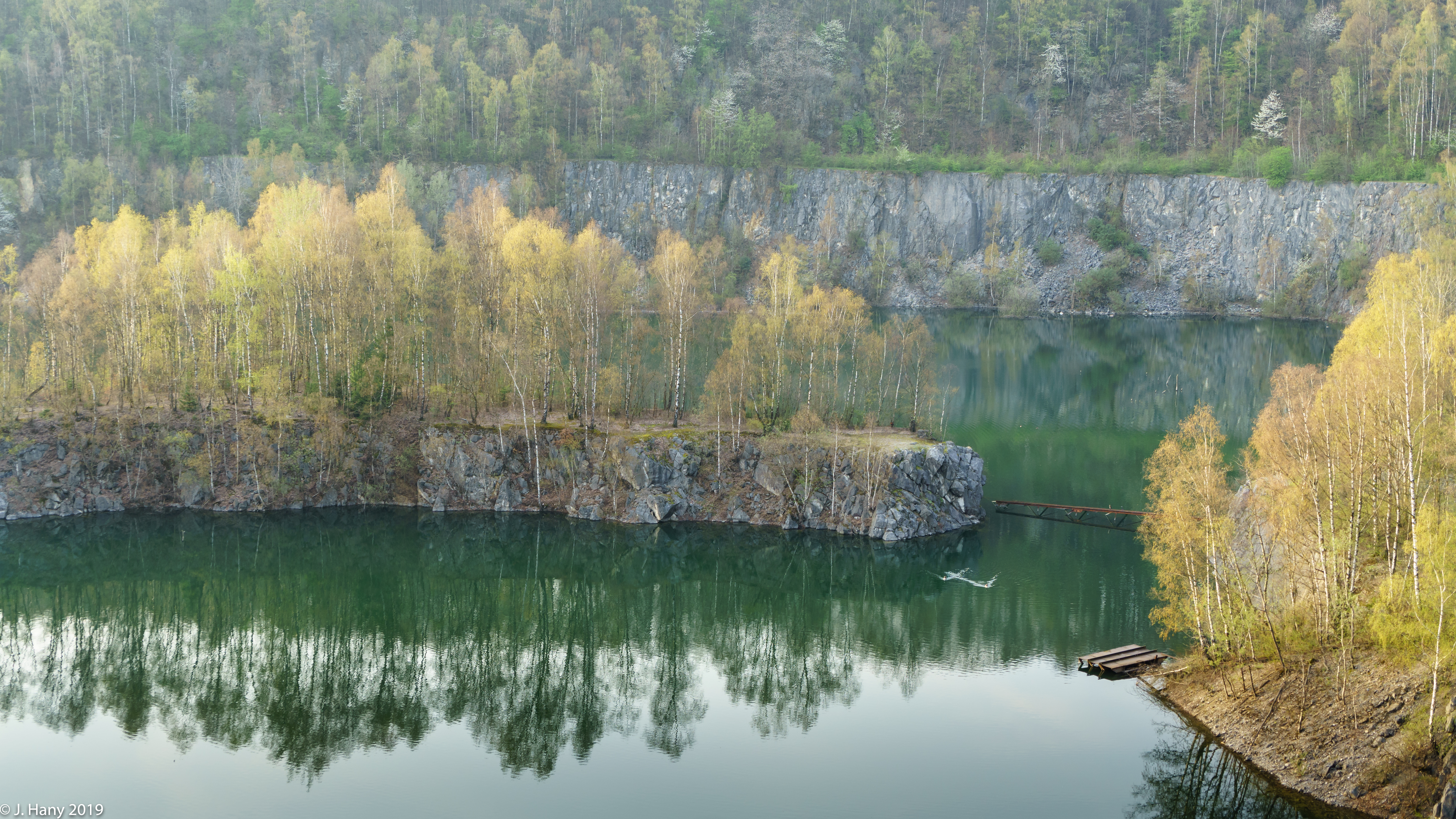
Spitze der Halbinsel im Zentrum des Steinbruchs
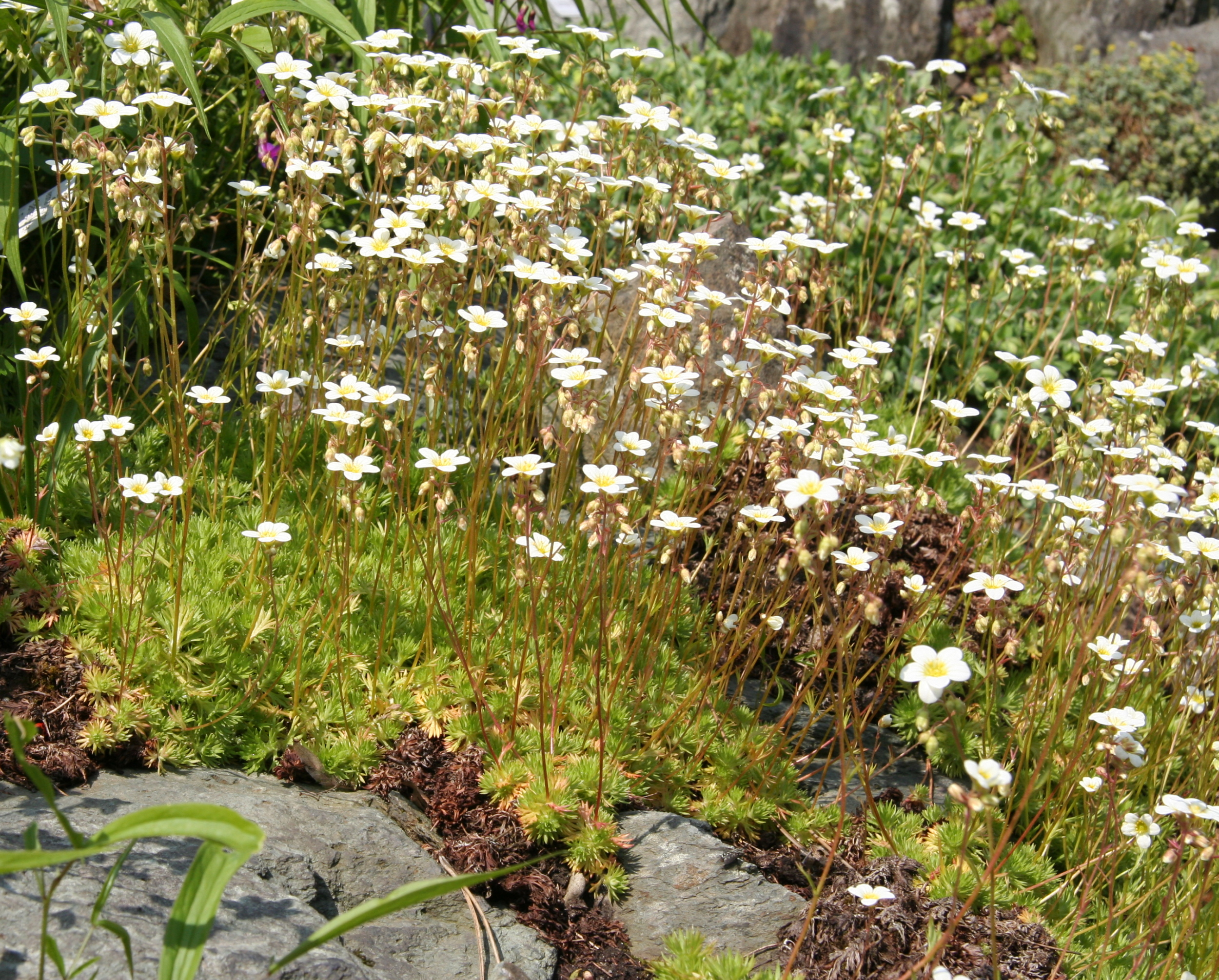
Rasen-Steinbrech (Saxifraga rosacea)
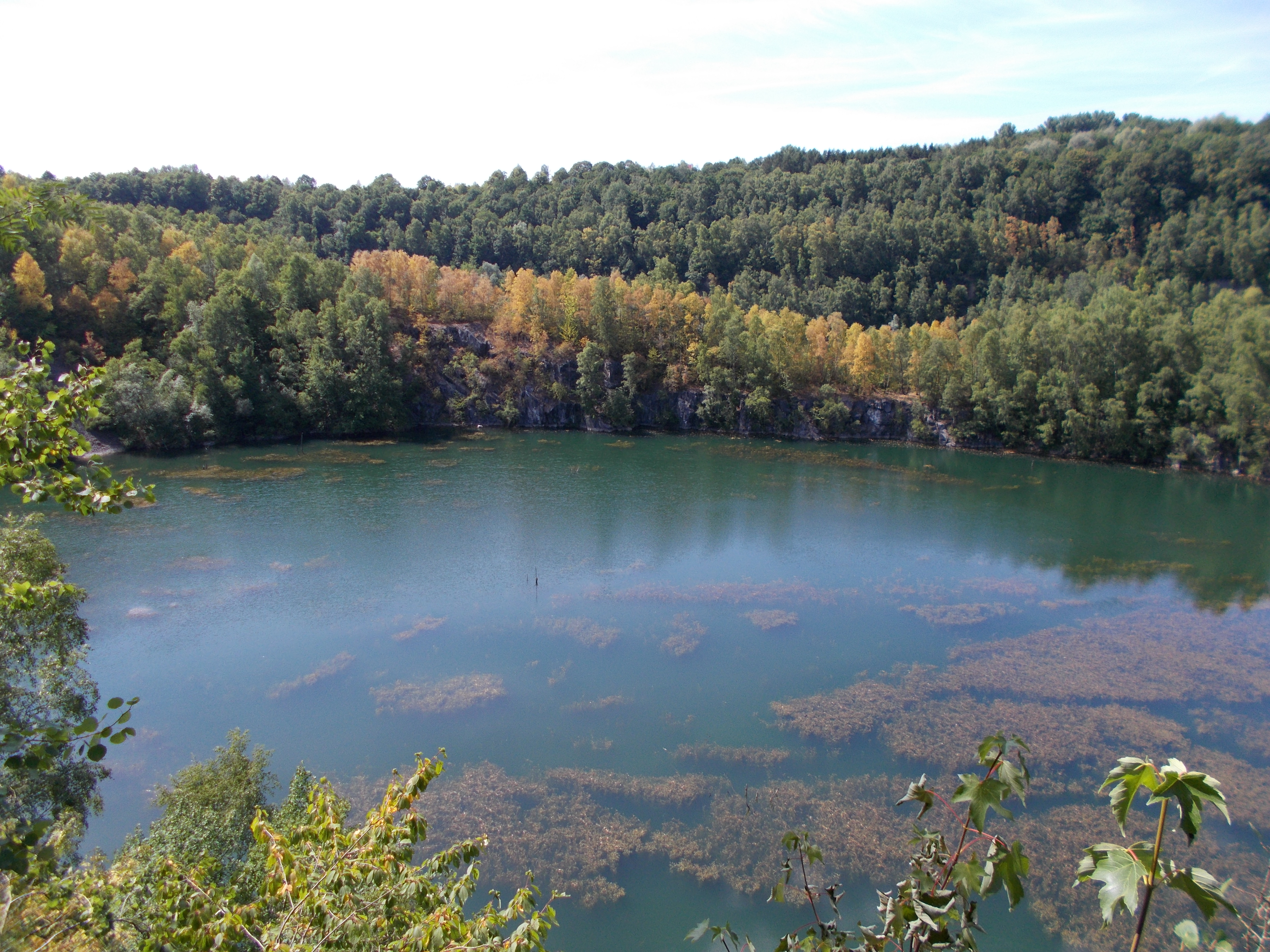
Blick auf den Steinbruchsee
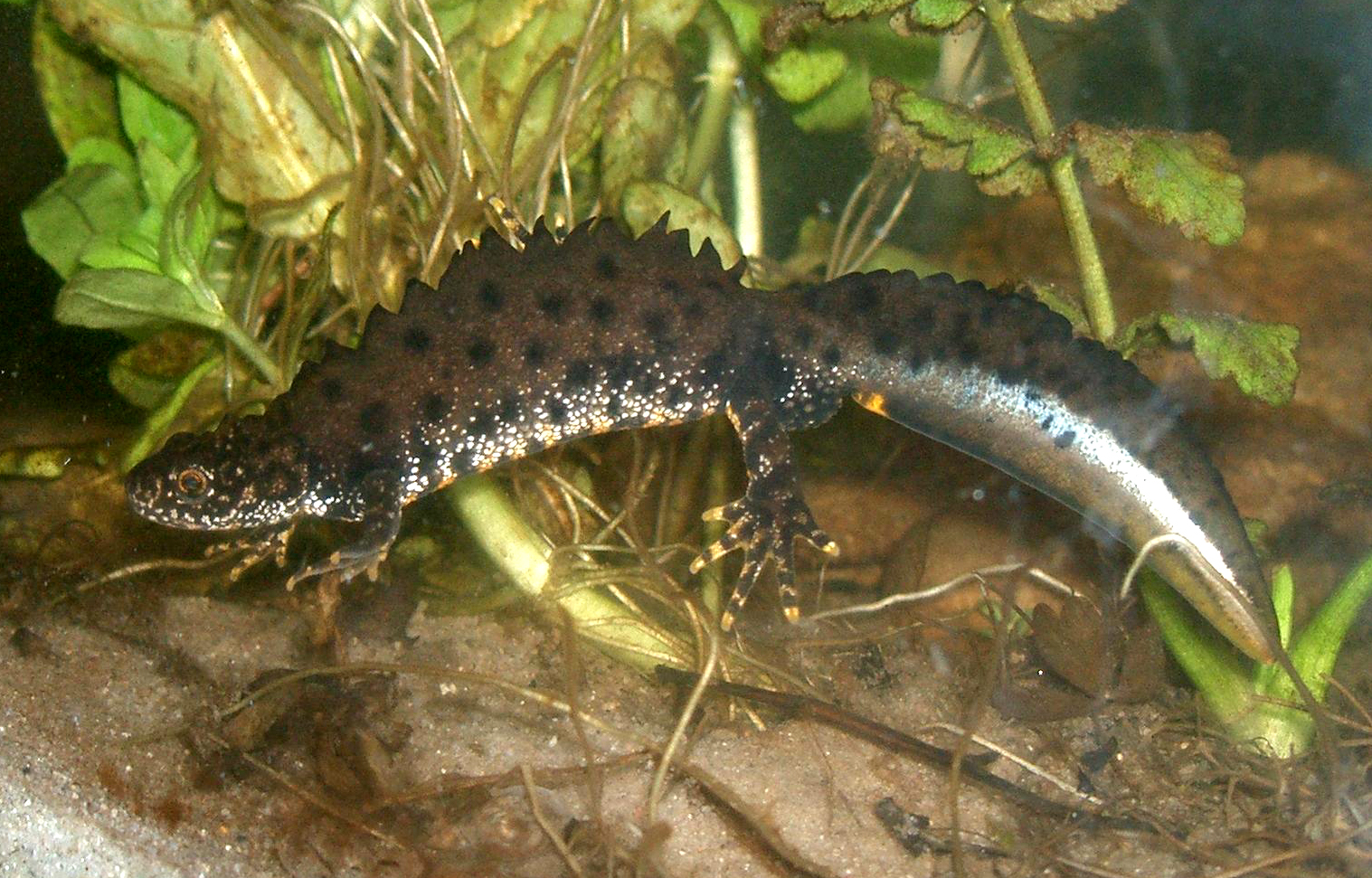
Kammmolchmännchen (Triturus cristatus)
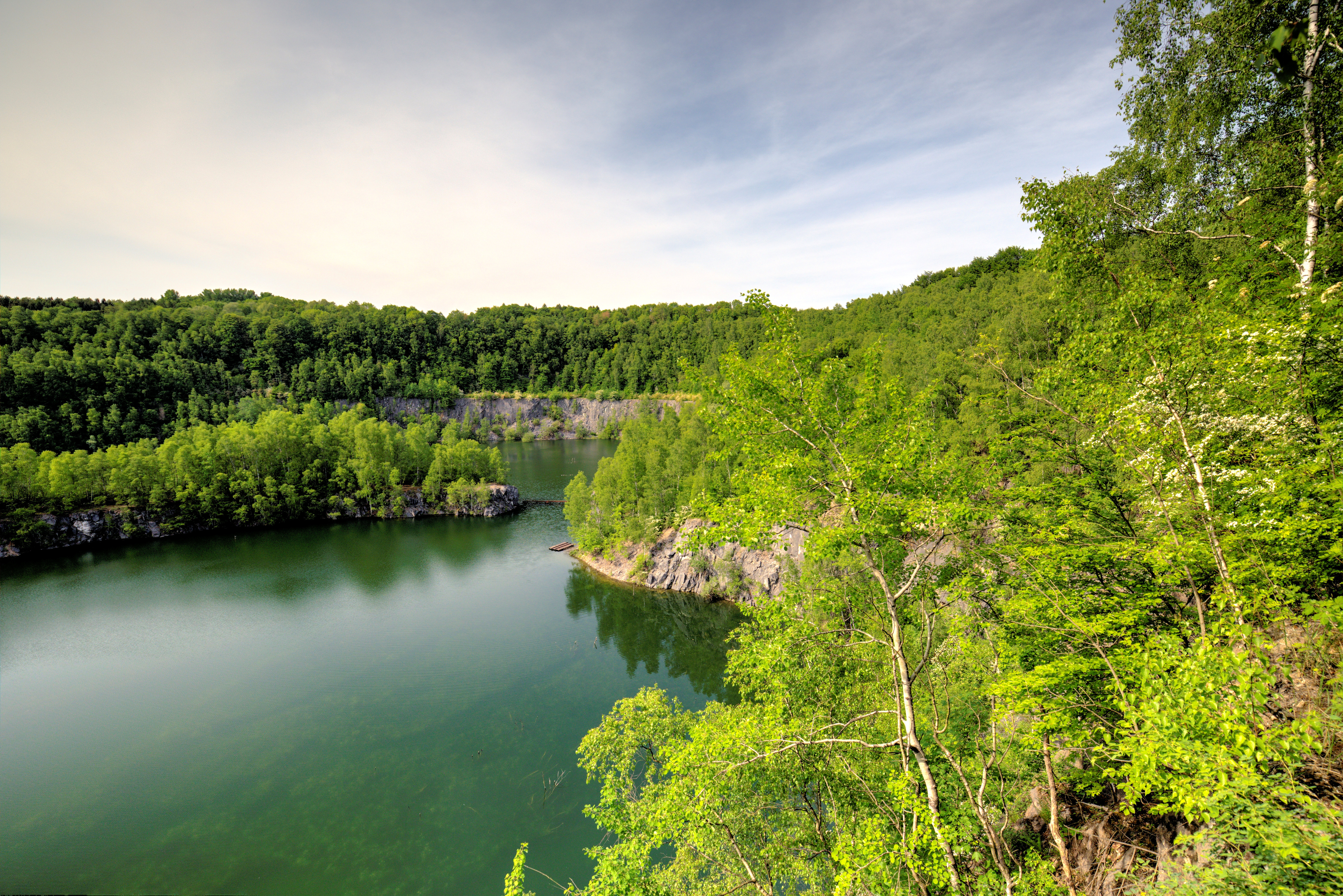
NSG Schlupkothen
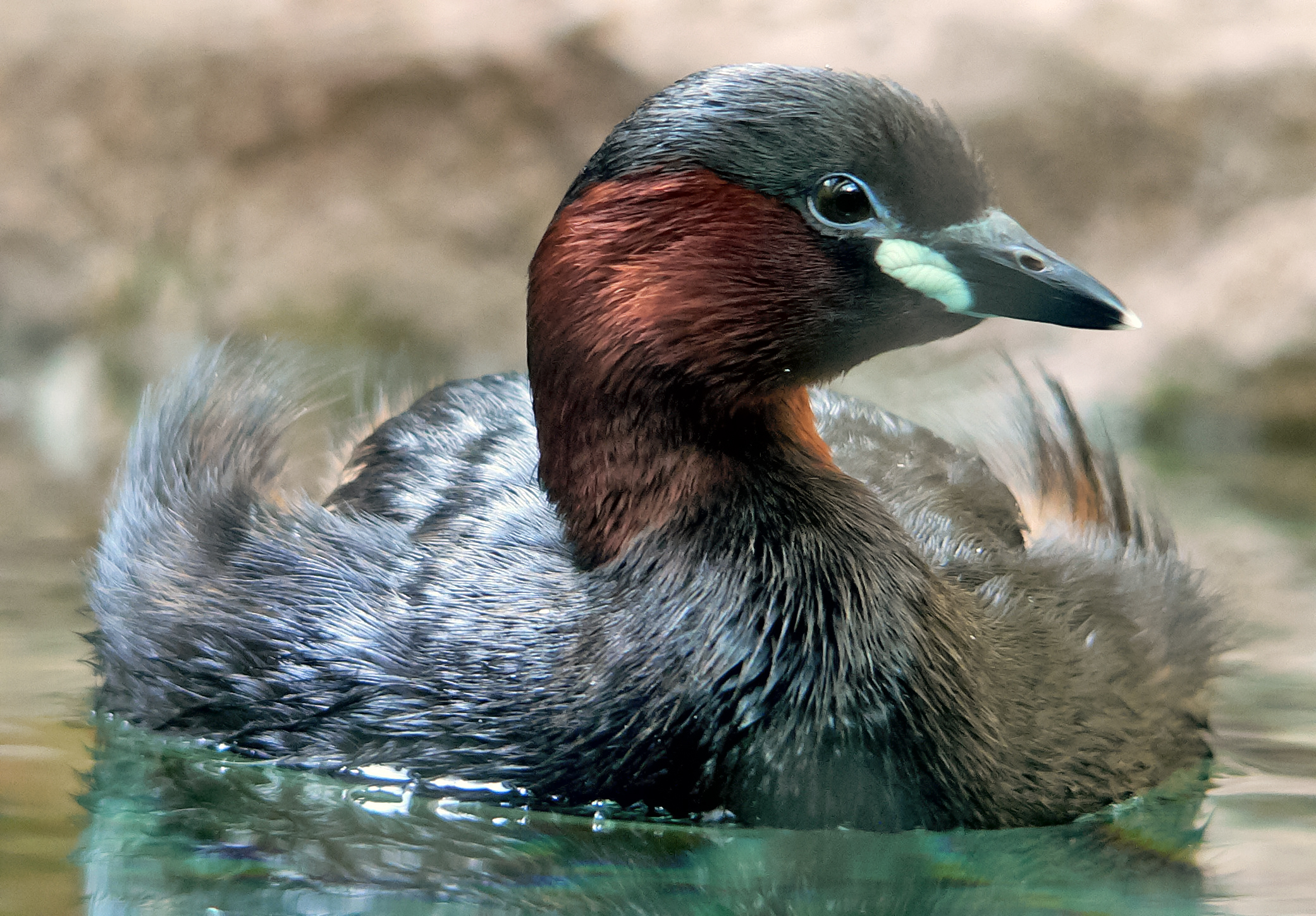
Zwergtaucher (Tachybaptus ruficollis)
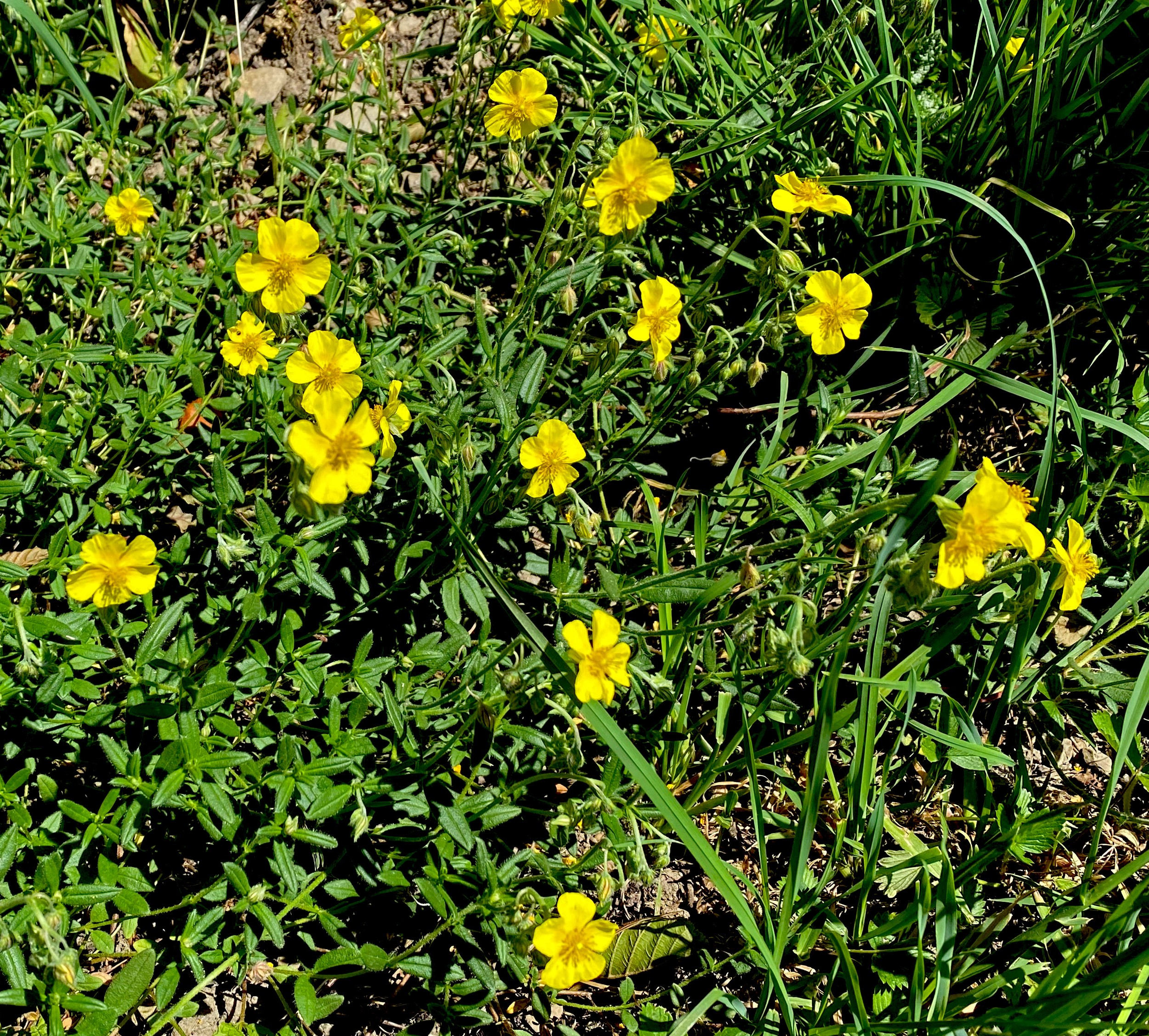
Gelbes Sonnenröschen (Helianthemum nummularium)